# Чочишвили, Шота Самсонович
Шота Самсонович Чочишвили (также Чочиты, груз. შოთა ჩოჩიშვილი; 10 июля 1950, Гвлеви, Шида-Картли — 27 августа 2009, Гори) — советский  дзюдоист, первым из советских спортсменов, ставший олимпийским чемпионом по дзюдо. Многократный призёр чемпионатов мира и Европы по дзюдо, Заслуженный мастер спорта СССР (1972). Кавалер ордена Знак почёта.

## Биография
Выступал за ДСО «Буревестник». Тренер — Гурам Папиташвили.
На предстоящую Олимпиаду в Мюнхене Чочишвили был отобран по наставлению главного тренера сборной СССР по самбо Станислава Ионова, так как в весе 93 килограмма не было претендентов на Олимпиаду, при этом на чемпионате СССР по самбо Шота стал только 5-м. Первую схватку на олимпийских играх советский спортсмен провёл с дзюдоистом из Японии. Исход схватки был неожиданным в частности для главного тренера советской сборной по дзюдо Владлена Андреева. Индивидуальная техника Чочишвили, который как и многие грузинские дзюдоисты был выходцем из национальной борьбы чидаобы, позволила ему одолеть иностранных соперников не знакомых с её спецификой. На мюнхенской Олимпиаде 1972 года стал первым олимпийским чемпионом СССР по дзюдо, выиграв в финале схватку у Дэвида Старбрука (Великобритания). В предварительной схватке Чочишвили проиграл Старбруку, но согласно тогда действующим правилам, добрался до финала через утешительные схватки и в финале одержал победу над Старбруком. Также до финальной схватки Чочишвили одолел спортсмена из ФРГ Пауля Барта, итальянца Пьерре Альбертини, американца Джеймса Уолли и главного фаворита соревнований, чемпиона мира, японца Фумио Сасахару. На Олимпиаде в Монреале 1976 года добился бронзовой награды, выиграв схватку у знаменитого французского дзюдоиста Жан-Люка Руже.
Член КПСС с 1972 года. В 1976 окончил Горийский педагогический институт. После завершения спортивной карьеры Чочишвили занимал пост Вице-президента Грузинского Олимпийского комитета и Федерации дзюдо Грузии.
В 1989 году Чочишвили недолго выступал в японском рестлинг-промоушене New Japan Pro-Wrestling (NJPW). 24 апреля на первом в история шоу NJPW в «Токио Доум» под названием Battle Satellite in Tokyo Dome Чочишвили участвовал в матче против основателя NJPW Антонио Иноки, победив его нокаутом и завоевав титул чемпиона мира WWF по боевым искусствам. 25 мая Чочишвили защищал титул против Иноки, но безуспешно, Иноки выиграл матч и титул болевым. В канун Нового 1989 года он участвовал в первом в СССР рестлинг-шоу, организованном NJPW в Москве. В главном событии турнира Чочишвили в команде с Иноки победил бывших олимпийцев Масу Сайто и Брэда Рейнганса
.
В апреле 2008 года медали и награды первого олимпийского чемпиона СССР по дзюдо были украдены во время ограбления музея спортивной славы в Тбилиси.
Шота Самсонович Чочишвили скончался 27 августа 2009 года от рака крови.
В память о выдающемся дзюдоисте в Грузии открыли академию дзюдо имени Шоты Чочишвили. Также в Тбилиси один из Дворцов Спорта носит имя легендарного дзюдоиста. Сын Шоты Рамаз Чочишвили трижды становился призёром европейских чемпионатов по дзюдо.